# Широковский сельсовет (Далматовский район)
Широковский сельсове́т — муниципальное образование со статусом сельского поселения в Далматовском районе Курганской области Российской Федерации.
Административный центр — село Широковское.

## История
В соответствии с Законом Курганской области от 6 июля 2004 года № 419 сельсовет наделён статусом сельского поселения.

## Население
| 1989 | 2002 | 2010 | 2012 | 2013 | 2014 | 2015 |
| ---- | ---- | ---- | ---- | ---- | ---- | ---- |
| 719  | ↘674 | ↘538 | ↘510 | ↘507 | ↘504 | ↗508 |
| 2016 | 2017 | 2018 | 2019 | 2020 |      |      |
| ↘506 | →506 | ↘499 | ↘498 | ↘497 |      |      |

## Состав сельского поселения
| № | Населённый пункт | Тип населённого пункта       | Население |
| - | ---------------- | ---------------------------- | --------- |
| 1 | Широковское      | село, административный центр | ↘497      |